# Angelo Fagiani
Angelo Fagiani (Monterubbiano, 18 aprile 1943 – Fermo, 4 luglio 2020) è stato un arcivescovo cattolico italiano.

## Biografia
Nacque a Monterubbiano, oggi in provincia ed arcidiocesi di Fermo, il 18 aprile 1943.

### Formazione e ministero sacerdotale
Compì gli studi ginnasiali nel seminario di Fermo e seguì i corsi teologici a Roma. Da alunno del Pontificio Seminario Romano Maggiore, ottenne la licenza in teologia alla Pontificia Università Lateranense e quella in teologia morale presso l'Accademia alfonsiana.
Il 13 marzo 1967 fu ordinato presbitero per l'arcidiocesi di Fermo.
Dopo l'ordinazione fu insegnante nel seminario minore e assistente diocesano dell'Azione Cattolica Giovani. Nominato in seguito rettore del seminario arcivescovile fermano, fu anche docente di teologia morale all'Istituto teologico marchigiano e all'Istituto superiore di scienze religiose, entrambi con sede a Fermo.
Ricoprì, inoltre, l'incarico di parroco a Civitanova Alta e poi della parrocchia della Santissima Annunziata a Porto Sant'Elpidio, fino alla nomina episcopale.

### Ministero episcopale
Il 14 aprile 1997 papa Giovanni Paolo II lo nominò arcivescovo di Camerino-San Severino Marche; succedette a Piergiorgio Silvano Nesti, precedentemente nominato segretario della Congregazione per gli istituti di vita consacrata e le società di vita apostolica. Il 31 maggio seguente ricevette l'ordinazione episcopale, nella cattedrale di Camerino, da Cleto Bellucci, arcivescovo metropolita di Fermo, co-consacranti gli arcivescovi Piergiorgio Silvano Nesti, suo predecessore, e Crescenzio Sepe, segretario della Congregazione per il clero. Durante la stessa celebrazione prese possesso dell'arcidiocesi.
Il 3 aprile 2003 fu colpito da un ictus, pertanto il 9 gennaio 2004 il vescovo di Fabriano-Matelica Giancarlo Vecerrica fu nominato amministratore apostolico sede plena dell'arcidiocesi.
Il 3 settembre 2007 papa Benedetto XVI accolse la sua rinuncia, presentata per motivi di salute, al governo pastorale dell'arcidiocesi di Camerino-San Severino Marche; gli succedette Francesco Giovanni Brugnaro, del clero di Milano, fino ad allora osservatore permanente della Santa Sede presso l'Organizzazione mondiale del turismo.
Morì il 4 luglio 2020, all'età di 77 anni, presso la casa del clero nel seminario di Fermo, dove si era ritirato nel 2004. Le esequie furono celebrate nella cattedrale di Fermo il 6 luglio seguente dall'arcivescovo Rocco Pennacchio.

## Genealogia episcopale
La genealogia episcopale è:
- Cardinale Scipione Rebiba
- Cardinale Giulio Antonio Santori
- Cardinale Girolamo Bernerio, O.P.
- Arcivescovo Galeazzo Sanvitale
- Cardinale Ludovico Ludovisi
- Cardinale Luigi Caetani
- Cardinale Ulderico Carpegna
- Cardinale Paluzzo Paluzzi Altieri degli Albertoni
- Papa Benedetto XIII
- Papa Benedetto XIV
- Papa Clemente XIII
- Cardinale Marcantonio Colonna
- Cardinale Giacinto Sigismondo Gerdil, B.
- Cardinale Giulio Maria della Somaglia
- Cardinale Carlo Odescalchi, S.I.
- Cardinale Costantino Patrizi Naro
- Cardinale Lucido Maria Parocchi
- Papa Pio X
- Papa Benedetto XV
- Papa Pio XII
- Cardinale Carlo Confalonieri
- Arcivescovo Cleto Bellucci
- Arcivescovo Angelo Fagiani